# كادياتو كوناتي
كادياتو كوناتي (بالفرنسية: Kadiatou Konaté)‏ هي مخرجة وكاتبة سيناريو مالية. من أبرز أعمالها فيلم الطفل الرهيب، وهو فيلم رسوم متحركة قصير مبني على أساطير أفريقية. كما أنتجت أيضًا العديد من الأفلام الوثائقية، وغالبًا ما تُركز في أعمالها على قضايا النساء والأطفال في مالي.

## طفولتها
وُلدت كادياتو كوناتي في باماكو عاصمة مالي، وتلقت تعليمها في جامعة الشيخ أنتا ديوب. عائلتها آل كوناتي، كان أفرادُها أعضاء في الجمعية التداولية في عهد مملكة مالي.

## مسارها
بعد تركها الجامعة، عملت كوناتي عُضوة في طاقم عمل فيلم يلين لمُخرجه سليمان سيسي والذي صدر سنة 1985. في عام 1989 كتبت سيناريو فيلم الرسوم المتحركة القصير الذي يحمل عُنوان «بادرة سيغو» وأخرجه المخرج مامباي كوليبالي. فيلم «بادرة سيغو» هُو فيلم رسوم متحركة استُخدمت فيه الدمى، ويتحدث عن طفل يولد بأسنان وقدرة على الكلام والمشي، يجد أخاه الأكبر ويبدأ رحلة غير عادية. يُعد فيلم بادرة سيغو الفيلم الأكثر استحسانًا بين أعمال المُخرجة. أول عمل مُنفرد لكادياتو كان فيلما وثائقيا تحت عُنوان «عيون البكاء»، وقد صُور الفيلم بالفيديو عام 1992. ثاني عمل وثائقي للمُخرجة، والذي صورته أيضا بالفيديو، حمل عُنوان «حركة المرور»، وقد أخرجت هذا الفيلم رُفقة كبيد دجيجي. في عام 1993 أنتجت ثلاثة أفلام قصيرة، كان أبرزها فيلم «الطفل الرهيب». بُني فيلم الطفل الرهيب على أسطورة من الموروث الثقافي لمنطقة وسط أفريقيا.
تابعت كوناتي أفلامها القصيرة بالعودة إلى الأفلام الوثائقية، حيث أصدرت عام 1995 فيلم «نساء وتنمية». هذا الأخير، أجرت فيه كوناتي مُقارنة بين النساء في مالي من مختلف الفئات والطبقات الاجتماعية والاقتصادية، كما أن الفيلم ينظر إلى ما حققته المرأة في بلدها وما لا يزال يتعين تحقيقه. في عام 1998، أخرجت فيلمًا وثائقيًا قصيرًا تحت عُنوان «قاصر في السجن»، هذا الفيلم تعرض فيه المُخرجة محنة الأطفال المسجونين، والذين غالبًا ما يودعوا السجون بسبب جرائم بسيطة.
في 2008 أصدرت فيلما وثائقيا آخر بعُنوان «ضمان دا» أو «سراب أصفر»، تعرض فيه الحياة اليومية لعُمال مناجم الذهب في مالي. انجذبت المُخرجة إلى هذا الموضوع بعد مشاهدتها لتقرير إخباري محلي حول هذا الموضوع. تطرق الفيلم لصعوبات التي يُواجهها عمال المناجم، حيث يعملون في ظروف قاسية، لكنهُم مع ذلك يعملون بصدق وتفان واحترام لأخلاقيات العمل.

## أعمالها

### كاتبة
- بادرة سيغو (بالفرنسية: La Geste de Ségou)‏ (1989)

### مخرجة
- عيون البكاء (بالفرنسية: Des Yeux Pour Pleurer)‏ (1992) - وثائقي
- حركة المرور (بالفرنسية: Circulation Routiere)‏ (1993) - وثائقي
- الطفل الرهيب (بالفرنسية: L'Enfant terrible)‏ (1993)
- الطفل والنظافة الشخصية (بالفرنسية: L'enfant et l'hygiène corporelle)‏ (1993)
- الطفل وحركة المرور على الطرقات (بالفرنسية: L'enfant et la circulation routière)‏ (1993)
- نساء وتنمية (بالفرنسية: Femmes et Développement)‏ (1995)
- قاصر في السجن (بالفرنسية: Un mineur en milieu carcéral)‏ (1998)
- خطوة بخطوة (بالفرنسية: Petit à petit)‏ (2001)
- دامان دا أو سراب أصفر (بالإنجليزية: Yellow Mirage)‏ (2008).

## روابط خارجية
كادياتو كوناتي على موقع IMDb (الإنجليزية)
- كادياتو كوناتي على موقع ألو سيني (الفرنسية)
- كادياتو كوناتي على موقع كينوبويسك (الروسية)